# NGC 2791
NGC 2791 ist eine Spiralgalaxie vom Hubble-Typ Sa im Sternbild Krebs auf der Ekliptik. Sie ist schätzungsweise 371 Millionen Lichtjahre von der Milchstraße entfernt und hat einen Durchmesser von etwa 125.000 Lichtjahren. Vom Sonnensystem aus entfernt sich die Galaxie mit einer errechneten Radialgeschwindigkeit von näherungsweise 8.400 Kilometern pro Sekunde.
Im selben Himmelsareal befinden sich unter anderem die Galaxien NGC 2794, NGC 2797, PGC 26103, PGC 1539622.
Das Objekt wurde am 21. Dezember 1863 von dem deutschen Astronomen Albert Marth entdeckt.